# Нисимура, Сёдзи
Сёдзи Нисимура (яп. 西村 祥治 Нисимура Сё:дзи, 30 ноября 1889 — 24 октября 1944) — адмирал Императорского флота Японии.

## Биография
Нисимура родился в префектуре Акита, расположенной в северном регионе Тохоку. Он окончил Военную академию Императорского флота Японии в составе 39-го выпуска, 21-м из 148 кадетов. В звании мичмана служил на крейсере «Асо» и эскадренном броненосце «Микаса». После производства в лейтенанты снова переведён на «Асо», затем переведён на линейный крейсер «Хиэй».
Посещал артиллерийскую и торпедную школу в 1914—1915, затем был назначен на эскадренный миноносец «Югири», крейсер «Якумо» и линейный крейсер «Харуна».
В 1917 году Нисимура получил звание старшего лейтенанта, специализировался в навигации, служил старшим штурманом на нескольких кораблях, включая корвет «Ямато», эсминцы «Таникадзэ», «Юра» и «Суносаки», крейсеры «Китаками» и «Ои», броненосец «Хидзэн». В 1928 году Нисимура был повышен до капитана 3-го ранга. Занимал пост старшего штурмана на крейсере «Ниссин». 1 ноября 1926 года Нисимура получил под командование свой первый корабль — эсминец «Кику». Затем Нисимуру назначали последовательно командиром эсминцев «Вакатакэ», «Уракадзэ», «Микадзуки», и, после повышения до капитана 2-го ранга в 1929 году, «Сиракумо». В 1930-х был назначен командующим 26-й группой эсминцев.
В 1934 году повышен до капитана 1-го ранга, недолго командовал 19-й группой эсминцев, затем — тяжёлым крейсером «Кумано» (1937—1938) и линкором «Харуна» (1938—1940). Повышен до контр-адмирала 15 ноября 1940 года, до вице-адмирала — 1 ноября 1943 года.
Во время сражения в Яванском море Нисимура командовал 4-й эскадрой. В июне 1942 года он был назначен командующим 7-й дивизией крейсеров, которая участвовала в битве за Гуадалканал.
В конце войны Нисимура был назначен командующим «южного соединения» in «Operation Sho-Go», которое должно было помочь окончательно разбить флот США у Филиппин. Под командованием Нисимуры оказались следующие корабли: линкоры «Фусо» и «Ямасиро», тяжёлый крейсер «Могами», а также эскадренные миноносцы «Сигурэ», «Митисио», «Асагумо» и «Ямагумо». В проливе Суригао между Лейте и островами Динагат вечером 24 октября 1944 года соединение Нисимуры сразилось с 7-м флотом США, которым командовал адмирал Джесси Олендорф. Флот американцев состоял из шести линкоров, восьми крейсеров, 29 эскадренных миноносцев и 39 торпедных катеров. Силы Нисимуры в ходе этого боя были поставлены в невыгодные условия, согласно тактике «Т». Нисимура погиб вместе со своим флагманским кораблём «Ямасиро», потопленным торпедно-артиллерийским огнём американцев.

## Награды
- Орден Восходящего солнца 3 степени
- Орден Священного сокровища 2 степени[4]
- Орден Благоприятных облаков 3 степени
- Памятная медаль в честь восшествия на престол императора Тайсё (10 ноября 1915)[5]
- Медаль за кампанию 1914—1920 годов
- Медаль Победы
- Медаль «В память Восшествия на Престол Императора Сёва» (16 ноября 1928)[6]
- Медаль за участие в маньчжурском инциденте (29 апреля 1934)[7]
- Медаль за участие в китайском инциденте
- Медаль «В честь 2600 летия Японской империи» (15 августа 1940)[8]
- Медаль «Основание государства» (1 марта 1934)
- Медаль «Визит Императора в Японию» (21 сентября 1935)